# Путткамер, Карл-Йеско фон

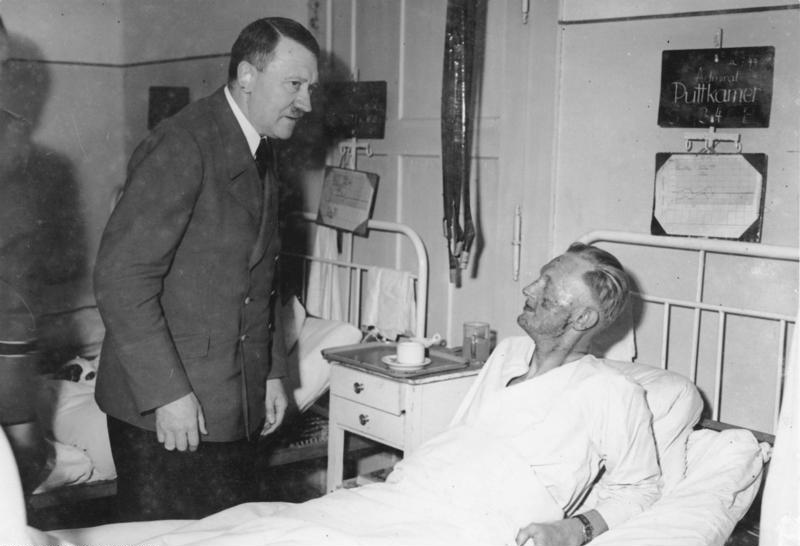
Гитлер навещает Путткамера в госпитале, июль 1944 года. (Федеральный архив Германии)

Карл-Йеско фон Путткамер (нем. Karl-Jesko von Puttkamer; 24 марта 1900, Франкфурт-на-Одере — 4 марта 1981, Нойрид) — военно-морской деятель, руководящий сотрудник ОКМ, контр-адмирал (1943).

## Биография
2 июля 1917 года поступил добровольцем в ВМФ Германской империи. Участник Первой мировой войны, служил на линкоре «Кайзерин». За боевые отличия награждён Железным крестом 2-го класса. В 1918 году окончил навигационные курсы в Мюрвике. В 1919 году — член Добровольческого корпуса «Петерсдорф», участник боёв с большевиками в Курляндии.
После демобилизации армии оставлен на флоте и 1 января 1921 года произведён в лейтенанты. С 1 мая 1925 года — групповой офицер в военно-морском училище в Мюрвике. С 24 сентября 1926 года — флаг-лейтенант в штабе командующего флотом. С 29 сентября 1928 года — командир миноносца «Альбатрос», с 15 октября 1931 года — командир миноносца «Морской орёл». 27 сентября 1933 года назначен офицером связи ВМФ при командовании сухопутных войск в Берлине. С 1 июля 1935 года — 2-й адъютант и офицер связи ВМФ при А. Гитлере. 3 июля 1938 года направлен на службу на «Германиаверфт» в Киль, а 17 сентября 1938 года стал командиром эскадренного миноносца «Ганс Лоди» и флаг-капитаном 4-й флотилии эскадренных миноносцев.
Перед началом 2-й мировой войны 23 августа 1939 года назначен офицером связи ОКМ в ставке фюрера, а 1 октября 1939 года переименован в офицеры связи ВМФ при фюрере и рейхсканцлере и Верховном главнокомандующем. Постоянно находился при Гитлере, сопровождал его во всех поездках в качестве адъютанта. В апреле 1945 года находился в Имперской канцелярии. 21 апреля 1945 года бежал через Зальцбург в «Бергхоф». 8 мая 1945 года сдался американским властям. 12 мая 1947 года освобождён.